# مارغريت، ماركيزة نامور
مارغريت، ماركيزة نامور (حوالي. 1194 - 17 يوليو 1270) هي ابنة بيتر الثاني دي كورتيناي ويولاندا دي فلاندرز.
مارغريت أصبحت ماركيزة نامور بعد وفاة شقيقها هنري الثاني عام 1229 وحكمت مع زوجها الثاني هنري الأول، كونت فياندن حتى 1237 بعد أن نقلت نامور إلى شقيقها الأصغر بالدوين الثاني، لاحقا قريبهما هنري الخامس، كونت لوكسمبورغ غزا نامور وحكمها لمدة ثمانية سنوات، ثم باع شقيقها حقه إلى ابن عمه الأخر غي، كونت فلاندرز الذي طرد هنري بالقوة منها.
في 1252 بعد وفاة زوجها دخلت مارغريت دير قريبة من لوكسمبورغ، وبقيت فيه حتى وفاتها في 1270.